# Тојота ЛР мотор
Тојота ЛР мотор је клипни мотор В10 који је изградила Тојота. Најављено је да ће се појавити на спортском аутомобилу Lexus LFA.